# ثلاثية الجنيحات ويلفوردي
ثلاثية الجنيحات ويلفوردي أو تريبترجيم ويلفوردي المعروفة أيضًا باسم ليي غونغ تينغ (بالماندرين: 雷公藤، وباليابانية: ライコウトウ، رايكوتو)، يُشار إليها أحيانًا باسم "كرمة إله الرعد"، ولكن الترجمة الأكثر دقة هي "كرمة دوق الرعد". وهي كرمة تُستخدم في الطب الصيني التقليدي.
تم الترويج لاستخدام كرمة تريبترجيم ويلفوردي في علاج التهاب المفاصل الروماتويدي والصدفية؛ ومع ذلك، لا يُوصى باستخدامه لهذه الأغراض نظرًا للمخاوف المتعلقة بالسلامة. لا توجد أدلة كافية لاعتبارها فعالة في منع الحمل عند البشر. وجدت دراسة أجريت عام 2021 ونشرت في مجلة "ناتشير كوميونيكاشن" أن إحدى المواد الكيميائية المعزولة من العشبة، تريبتونيد، كانت وسيلة فعالة لمنع الحمل عند الذكور لدى الفئران والقردة، في حين ثبت سابقًا أن المواد الكيميائية الأخرى الموجودة في العشبة تسبب تسمما شديدا للكبد.
جرى استخدام مستخلصات لحاء تريبترجيم ويلفوردي كمبيد حشري في الصين لعدة قرون، كما هو موثق في كتالوجات النباتات المصورة التي كتبها وو تشيجون (Wu Qijun) عام 1848.

## المزايا الصحية
لا توصي حكومة المملكة المتحدة باستخدام تريبترجيم ويلفوردي سبب الآثار الجانبية المحتملة.

### منع الحمل
لا يوجد دليل على أن التريبترجيم آمن أو فعال لاستخدامه في منع الحمل عند الرجال. وجدت تجربتان انخفاضًا في عدد الحيوانات المنوية لدى الأشخاص الذين يتناولونها لعلاج التهاب المفاصل الروماتويدي، لكن هاتين التجربتينلم تكونا تجارب سريرية محكمة، بل كانتا ذات طبيعة رصدية.  وجدت دراسة أجريت عام 2021 في مجلة "ناتشير كوميونيكاشن" أن التريبتونيد، وهي مادة كيميائية مستخرجة من نبات التريبتيريجيوم، كانت وسيلة فعالة لمنع الحمل لدى ذكور الفئران وذكور قردة سينومولجوس، لكنها لاحظت أن المواد الكيميائية الأخرى الموجودة في النبات تسبب سمية شديدة، لذا فإن تناول العشب أو المستخلصات العامة من العشب لأغراض منع الحمل أمر خطير.

### التهاب المفصل الروماتويدي
تم استخدام نبات التريبتيريجيوم في الصين كعلاج لالتهاب المفاصل الروماتويدي. لقد لاحظ المركز الوطني للصحة التكميلية والتكاملية أدلة مبدئية على أن التريبتيريجيوم قد يحسن بعض أعراض التهاب المفاصل الروماتويدي. ومع ذلك فإن تواتر حدوث آثار جانبية خطيرة يكفي لجعل مخاطر تناولها أكثر من الفوائد المحتملة.

### المواد الكيميائية النشطة بيولوجيا
ويلفورتين هو قلويد سيسكيتيربين منزوع من التريبتيريجيوم. له تأثير في تعديل المناعة.

## الآثار الجانبية
يمكن أن يكون لمستخلص التريبتيريجيوم آثار جانبية كبيرة إن ثم نتاوله وفق الجرعات الطبية، بما في ذلك تثبيط المناعة.
في أغسطس 2011، نشرت وكالة تنظيم الأدوية ومنتجات الرعاية الصحية في المملكة المتحدة نشرتها بخصوص سلامة الأدوية نصحت فيها المستهلكين بعدم استخدام الأدوية التي تحتوي على مواد من نبات لي جونج تينج (بالصينية: 雷公藤) بسبب الآثار الجانبية الخطيرة المحتملة.
أصدرت إدارة الغذاء والدواء الصينية تحذيرًا في أبريل 2012 بشأن هذا الدواء، وحثت على توخي الحذر.
وجدت دراسة تحليلية أجريت عام 2016 أعراضًا في الجهاز الهضمي لدى 13%، ونتائج إنجابية سلبية لدى 12%، وردود فعل جلدية سلبية لدى 8%، وأحداث دموية لدى 6.5%، وأحداث قلبية وعائية لدى 5% ممن نتاولوا الدواء. كما أن الدورة الشهرية غير منتظمة OR=4.6.
ذكرت دراسة تحليلية أجريت عام 2011 أنه على احتمالية سمية التريبتيريجيوم، إلا أن الاستخراج الدقيق يعطي تواترًا مقبولًا من التفاعلات العكسية، والتي ترتبط إلى حد كبير بالجهاز الهضمي وانقطاع الطمث. وجدت المراجعة أن مستخلص التريبتيريجيوم هو علاج مفيد لالتهاب المفاصل الروماتويدي بعد انقطاع الطمث.

## في علم الأدوية

التركيب الكيميائي للتريبتوليد

سيلاسترول ، وهو تريتيربينويد خماسي الحلقات، وتريبتوليد ، وهو ثلاثي إيبوكسيد ثنائي التربين ، هما مكونان نشطان مفترضان للمستخلصات المشتقة من Tripterygium wilfordii . يتمتع التريبتوليد بأنشطة دوائية تشمل نشاطًا مضادًا للالتهابات، وتعديل المناعة، ومضادًا للانتشار، ونشاطًا مؤيدًا للموت الخلوي المبرمج، ولكن استخدامه السريري محدود بسبب السمية الشديدة. يُعتقد أن الهدف البيولوجي للتريبتوليد هو الوحدة الفرعية XPB لمجمع بروتين TFIIH (المشاركة في إصلاح الحمض النووي وبدء النسخ).
السيلاسترول، وهو تريترابونيد خماسي الحلقات، وتريبتوليد، وهو ثلاثي إيبوكسيد ثنائي التربين، هما مكونان نشطان مشتقان من تريبترجيم ويلفوردي. للتريبتوليد العديد من التأتيرات الدوائية بما يشمل التأتير المضاد للالتهابات، وتعديل المناعة، ومقاومة الانتشار، وتعزيز الموت الخلوي المبرمج، إلا أن استخدامه السريري محدود بسبب سميته الشديدة. يُعتقد أن الهدف البيولوجي للتريبتوليد هو الوحدة الفرعية XPB لمجمع بروتين TFIIH، الذي يشارك في إصلاح الحمض النووي وبدء النسخ.
التريبفوردينات عبارة عن قلويدات بيريدين سيسكيتيربين نشطة بيولوجيًا مستخلصة من تريبترجيم ويلفوردي.
للمساعدة على التحقيق في المسارات المرتبطة بالسيلسترول، تم إصدار تسلسل جينوم مرجعي لتريبترجيم ويلفوردي، مما أدى إلى إنتاج جينوم بحجم 340.12 ميجا بايت يحتوي على 31593 جينًا هيكليًا (35 منها، جينات سيتوكروم بي450 تشارك في تخليق المكونات النشطة للقلويد).

## وصلات خارجية
- نشرة السلامة من وكالة تنظيم الأدوية ومنتجات الرعاية الصحية (MHRA)